# Ulrich Weiß (Politikwissenschaftler)
Ulrich Weiß (* 2. Februar 1947  in Augsburg) ist ein deutscher  Philosoph und  Hochschullehrer
für Politikwissenschaften.

## Leben
Nachdem Weiß Politikwissenschaften, Philosophie, Geschichte und Germanistik  an der Universität München studiert hatte, erfolgte 1974 seine Promotion (unter Lobkowicz) mit dem Dissertationsthema: System und Maschine. Zur Kohärenz des Hobbesschen Denken. Seit
November 1979 hat er einen regelmäßigen Lehrauftrag für politische Theorie an der Hochschule für Politik München, den er bis heute wahrnimmt.
1989 habilitierte er sich an der Universität Augsburg  mit der Abhandlung: Hugo Dinglers methodische Philosophie. Eine kritische Rekonstruktion ihres voluntaristisch-pragmatischen Begründungszusammenhangs.
1992–1998 war er Professor für Politikwissenschaft (Politische Theorie und Ideengeschichte) an der Universität Passau.
1994/95 übernahm er eine zweisemestrige Stiftungsgastprofessur für Philosophie an der Universität Ulm. Seit 1998 hat er den Lehrstuhl für Politische Theorie an der Universität der Bundeswehr München inne. Seit 1991 ist er außerdem
am Humboldt-Studienzentrum für Geisteswissenschaften der Universität Ulm tätig.

## Werke (Auswahl)
- Das philosophische System von Thomas Hobbes.  frommann-holzboog Verlag, Stuttgart-Bad Cannstatt 1980, ISBN 978-3-7728-0793-0, 285 Seiten.
- Hugo Dinglers methodische Philosophie. Eine kritische Rekonstruktion ihres voluntaristisch-pragmatischen Begründungszusammenhangs. B.I. Wissenschaftsverlag, Mannheim, 514 Seiten.
- Hugo Dingler, der Nationalsozialismus und das Judentum. In: Peter Janich (Hrsg.): Wissenschaft und Leben. Philosophische Begründungsprobleme in Auseinandersetzung mit Hugo Dingler. transript, Bielefeld 2006, ISBN 3-89942-475-1,  Seite 235–266 (eingeschränkte Vorschau).

Als Herausgeber
- Hugo Dingler. Aufsätze zur Methodik. Ulrich Weiß (Hrsg.), Felix Meiner  Verlag, 1. Auflage (1987) (eingeschränkte Vorschau).
- Ulrich Weiß (Hrsg.), im Auftrag der Hugo-Dingler-Stiftung unter Mitarbeit von Silke Jeltsch und Thomas Mohrs: Hugo Dingler – Gesammelte Werke. CD-ROM. Karsten-Worm-Verlag, Berlin 2004.  (Beschreibung der CD-ROM, mit Online-Leseproben)